# Scotland (Indiana)
Pour les articles homonymes, voir Scotland.
Scotland est une census-designated place située dans le comté de Greene, dans l’État de l'Indiana, aux États-Unis. Lors du recensement de 2020, elle compte 98 habitants.